# Beam (motorfiets)
Beam is een historisch Amerikaans merk van miniscooters, de "Doodle Bug".
De bedrijfsnaam was: Gambles Stores, Beam Mfg. Co, Iowa.
Gambles Stores was een postorderbedrijf dat na het succes van de Cushman- en Salsbury-miniscooters besloot ook iets dergelijks de gaan produceren.
De Beam Mfg. Co. ging de "Doodle Bug"-scooter voor ze maken. Er werden in de laatste jaren veertig vier series van 10.000 stuks gemaakt. Ze werden aangedreven door een Briggs & Stratton-aggregaatmotortje.